# Lingti
Der Lingti ist ein 55 km langer linker Nebenfluss des Spiti im Bundesstaat Himachal Pradesh im Nordwesten von Indien. 
Die Bedeutung von Lingti entspricht „Werkzeug, das den Fels schneidet“.
Der Gebirgsfluss entsteht an der vergletscherten Nordostseite des Lhakang. Von dort durchfließt er über eine Länge von 20 km ein von 6000 m hohen Gebirgskämmen flankiertes Tal in südöstlicher Richtung. Anschließend trifft der Lingti auf den Chaksachan Lungpa, der sein Quellgebiet am Gya hat, und wendet sich nach Südwesten. Nach weiteren zwölf Kilometern mündet der Syarma Nala rechtsseitig in den Lingti. Dieser erreicht nach weiteren 22 km das Spitital. Die Mündung des Lingti in den Spiti-Fluss liegt 15 km südlich von Kaza. 2,5 km unterhalb der Mündung des Lingti trifft der Pin von Westen kommend auf den Spiti.